# James Randi Educational Foundation
La James Randi Educational Foundation (JREF) est un organisme à but non lucratif fondé en 1996 par l'illusionniste et sceptique James Randi. La mission du JREF inclut l'éducation du public et des médias sur les dangers de l'acception d'assertions non prouvées et soutient la recherche scientifique sur le paranormal.

## À propos
Jusqu'en 2015, l'organisation proposait le One Million Dollar Paranormal Challenge (défi paranormal à un million de dollars) qui offrait un prix d'un million USD à toute personne en mesure de démontrer des pouvoirs surnaturels lors d'un test respectant les critères de l'expérimentation scientifique. La fondation a décidé de couper court à ce défi, lassée de devoir traiter des demandes très chronophages.
À partir de 2016, la fondation offre des bourses à des organisations à but non lucratif qui promeuvent et développent l'esprit critique. En 2017, le prix est attribué à Susan Gerbic et l'équipe de rédaction  « Guerrilla Skepticism on Wikipedia » (GSoW) .
Le JREF dispose d'un fonds pour aider les personnes qui seraient attaquées en justice en raison de leurs enquêtes et critiques d'individus revendiquant des dons paranormaux.
L'organisation est financée par les contributions des membres, les ventes de livres et de vidéos, ainsi que par des conférences. Chaque vendredi, le site web du JREF publie un commentaire intitulé Swift: Online Newsletter of the JREF. Celui-ci inclut les dernières nouvelles du JREF et des informations.
Le directeur actuel de la James Randi Educational Foundation est, depuis janvier 2010, D.J. Grothe.

## Histoire de la fondation
La JREF existe officiellement depuis le 29 février 1996, date où l'organisation a été enregistrée comme entreprise non lucrative dans le Delaware aux États-Unis. Le 3 avril 1996, James Randy annonce formellement la création du JREF par courriel : THE FOUNDATION IS IN BUSINESS! It is my great pleasure to announce the creation of the James Randi Educational Foundation. This is a non-profit, tax-exempt, educational foundation under Section 501(c)3 of the Internal Revenue Code, incorporated in the State of Delaware. The Foundation is generously funded by a sponsor in Washington D.C. who wishes, at this point in time, to remain anonymous.
Le 7 novembre 1997, la JREF est officiellement enregistrée au Département d'État de Floride, Division des entreprises, comme entreprise étrangère à but non lucratif et a obtenu une autorisation pour opérer dans l'État.
Légalement, la JREF est référencée comme une entreprise à but non lucratif du Delaware et a son bureau principal en Floride. Elle a donc le titre d'entreprise étrangère non lucrative (ce terme désigne les entreprises extérieure au pays ou à l'État opérant en Floride).